# 2070年代
| 千纪： | 3千纪                                                                                            |
| 世纪： | 20世纪 \| 21世纪 \| 22世纪                                                                       |
| 年代： | 2040年代 \| 2050年代 \| 2060年代 \| 2070年代 \| 2080年代 \| 2090年代 \| 2100年代                 |
| 年份： | 2070年 \| 2071年 \| 2072年 \| 2073年 \| 2074年 \| 2075年 \| 2076年 \| 2077年 \| 2078年 \| 2079年 |

2070年代是公历的十年，从2070年1月1日开始，到2079年12月31日结束。

## 值得注意的预测和已知事件

### 2070年
- 2月：2001年主动搜寻地外文明计划通过70米Eupatoria行星雷达发送的青少年的讯息将到达目的地HD 197076 。

### 2073年
- 5月3日：小行星2006 JY26有可能撞擊地球。[1]

### 2074年
- 2月22日：小行星智神星将在1.233AU处创纪录地接近地球。

### 2075年
- 预计臭氧层将完全恢复。[2]

### 2076年
- 5月31日：小行星90377有望到达近日点，也就是离太阳最近的点。它预计将达到76个天文单位，或者说地球到太阳的平均距离的76倍。此小行星有一个高椭圆轨道，因此很难确定它的位置，在它的远日点，它的距离约为942天文单位。 这一日期可能会有所变更，因为小行星的轨道仍在改变之中。
- 7月4日：美利堅合眾國獨立300週年。

### 2079年
- 5月1日：预计美国纽约市和加拿大新斯科舍省将出现日全食 。 [3]
- 6月6日：SQL-Server数据库中的smalldatetime域将回到1900年1月1日。
- 8月11日：自578年以来，水星首次遮蔽了火星。 这很难观测到，但却是21世纪最好的可观测到的行星掩星现象。

## 科幻中的2070年代
- 東映特攝劇場版《假面騎士Beyond Generations》中，於2071年登場的未來的假面騎士——「假面騎士世紀（Century）」。

- 刘慈欣的著名科幻小说《流浪地球》以及同名著名改编电影的故事设定在2075年。